# Titius (månkrater)
För andra betydelser, se Titius.
Titius är en nedslagskrater på månens baksida. Titius har fått sitt namn efter den tyske astronomen Johann Daniel Titius.
Kratern har en diameter på ungefär 87 km.

## Satellitkratrar
| Titius | Latitud | Longitud | Diameter |
| ------ | ------- | -------- | -------- |
| J      | 27.6° S | 101.6° Ö | 24 km    |
| N      | 28.1° S | 100.0° Ö | 20 km    |
| Q      | 28.0° S | 98.6° Ö  | 46 km    |
| R      | 27.1° S | 99.9° Ö  | 14 km    |